# Picquigny
Picquigny è un comune francese di 1 381 abitanti situato nel dipartimento della Somme nella regione dell'Alta Francia.

## Storia
Il primo duca di questa città fu Louis Joseph d'Albert d'Ailly.
Picquigny fu sede dell'omonimo trattato che il 29 agosto 1475 pose fine alla guerra dei cento anni.

## Società

### Evoluzione demografica
Abitanti censiti

## Curiosità
Varmondo di Picquigny fu uno dei Patriarchi di Gerusalemme al tempo del regno cristiano di Baldovino II Le Bourq.